# Conselho Federal de Serviço Social
O Conselho Federal de Serviço Social (CFESS) é um conselho profissional que fiscaliza o exercício profissional dos assistentes sociais no Brasil. Órgão regulamentado pela Lei 8662/93. O exercício profissional do assistente social requer a formação em curso superior - Serviço Social - e a sua devida inscrição no Conselho Regional de Serviço Social que é a instituição responsável pela fiscalização regional em cada estado brasileiro.
Além disso, existem os Conselhos Regionais de Serviço Social (CRESS) que têm como competência orientar, disciplinar, fiscalizar e defender o exercício da profissão de Serviço Social; zelar pelo livre exercício, dignidade e autonomia da profissão; organizar e manter o registro profissional dos assistentes sociais e das pessoas jurídicas que prestam serviços de consultoria, além de zelar pelo cumprimento e observância do Código de Ética Profissional por meio da Resolução CFESS n° 273, de 13 de março de 1993.
Por exemplo, na região Sudeste, o estado de São Paulo é de responsabilidade do CRESS 9ª Região.
Desde a última alteração em 2018, são constituídos ao todo no país 27 CRESS, além de 23 seccionais em algumas regiões, sendo que cada Conselho Regional de Serviço Social representa uma unidade federativa ou estado.